# Neill Blomkamp
Neill Blomkamp (Johannesburg, 17 september 1979) is een Zuid-Afrikaans filmregisseur, scenarioschrijver, filmproducent en 3D-animator.
Blomkamp groeide op in Zuid-Afrika waar hij les kreeg op een particuliere school (Redhill School) in Johannesburg, waar ook de acteur Sharlto Copley studeerde en waarmee hij later meerdere malen een samenwerking had. Eerst als animator in de digitale animatie en later als filmregisseur met een aantal van zijn speelfilms. Hij verhuisde op 18-jarige leeftijd met zijn familie naar Vancouver. Met zijn carrière in de televisie en filmindustrie begon hij in 1997 met de sciencefictionserie Stargate SG-1 als 3D-animator. Ook was hij in 1999 als 3D-animator medeverantwoordelijk voor televisiefilm Aftershock: Earthquake in New York. In 2004 maakte Blomkamp zijn regiedebuut met de korte film Tetra Vaal, een film over een robot. De korte film Crossing the Line uit 2008, was een samenwerking met de regisseur Peter Jackson. Als filmregisseur met de film District 9 uit 2009, werd hij bij het grote publiek bekend. Met deze film ontving hij voor het scenario zowel een Academy Award-nominatie als een Golden Globe Award-nominatie.

## Filmografie
Als filmregisseur:

### Films
- 2009: District 9
- 2013: Elysium
- 2015: Chappie
- 2021: Demonic
- 2023: Gran Turismo

### Korte films
- 2004: Tetra Vaal
- 2006: Adicolor Yellow
- 2006: Alive in Joburg
- 2006: Tempbot
- 2008: Crossing the Line
- 2016: ADAM E1 & E2 (Unity3D)
- 2017: Rakka
- 2017: Firebase
- 2017: God: Serengeti
- 2017: Zygote
- 2017: Kapture: Fluke
- 2017: Adam: The Mirror
- 2017: Gdansk
- 2017: ADAM: Episode 3
- 2017: Lima
- 2018: God: City
- 2019: Conviction

- Biblioteca Nacional de España: XX5002177
- Bibliothèque nationale de France: cb15035116b (data)
- Gemeinsame Normdatei: 1012307778
- International Standard Name Identifier: 0000 0001 1496 508X
- Library of Congress Control Number: no2009203688
- MusicBrainz: 6e6202c2-d1ac-446a-b882-466c374e9c70
- Nationale Bibliotheek van Tsjechië: js20090922002
- Nationale Bibliotheek van Israël: 987007449056505171
- Nederlandse Thesaurus van Auteursnamen: 324496060
- Système universitaire de documentation: 142495808
- Virtual International Authority File: 103596836
- WorldCat: E39PBJyWVDvXdrW3XT7hxXXKh3